# Се человек (картина Тициана)
«Се человек» — картина известного итальянского художника периода Возрождения Тициана Вечеллио, написанная им в 1543 году. Картина является признанным шедевром Тициана 1540-х годов. Продолжая традиции своих монументальных работ, Тициан снова переносит евангельские события в действительность своего времени.

## История создания
По сообщению Вазари, картина написана для фламандского купца Джованни д’Анна (ван Хаанена), имевшего в Венеции дом на Большом канале в приходе Сан Бенедетто. В 1574 году её там видел французский король Генрих III. По свидетельству Франческо Сансовино, в 1580 году она находилась там же.
В 1620 году куплена герцогом Бекингемским. В 1648 году приобретена правителем Фландрии эрцгерцогом Леопольдом Вильгельмом для его брата императора Фердинанда III. В 1718 году картина передана из Вены в собрание Габсбургов в Праге, в 1723 возвращена в Вену.
Козимо Ридольфи утверждал, что под видом Пилата изображён Пьетро Аретино, под видом бородатого всадника император Карл V, под видом всадника в тюрбане турецкий султан Сулейман. Современные исследователи принимают только первое утверждение Ридольфи, так как сходство Аретино с Пилатом несомненно.

## Сюжет
На ступенях лестницы и на площади перед Пилатом, указывающим со словами «се человек» на истерзанного пытками Христа, шумит пёстрая и нарядная толпа людей: воины и изысканные юноши, всадники как в рыцарском облачении, так и в восточном стиле, стражники с алебардами. Как и во «Введении во храм», картина полна монументального размаха и великолепия: композиция строится на укрупнённых, динамических ритмах, язык поз и жестов аффектирован и усложнён. Историческая драма разыгрывается в мире полного волнения. Оно захватывает участников события стремительным движением; на заднем плане, ярко освещённые, движутся руки невидимых зрителю людей, победоносно поднимаются к небу алебарды, копья и развевающийся стяг.
Особо примечателен образ юноши в левом углу картины. Человек с ужасом и страхом осознаёт случившуюся трагедию. На фоне радостных и беспечных лиц, имеющих власть над Христом, это выглядит с подчёркнутым драматизмом.
Почти в центре композиции стоит фигура светловолосой девушки в мягком белом атласном платье, идентифицированная как дочь Тициана Лавиния. Чарльз Рикеттс считает, что толстый патриций или фарисей в своей горностаевой мантии напоминает императора Вителлия.